# Михась Пазняков
Миха́сь Пазняко́в, Михайло Павлович Пазняков (біл. Міхась Пазнякоў; нар. 24 січня 1951, Заброддя, Чорноборська сільрада, Биховський район, Могильовська область) — білоруський поет, прозаїк, перекладач, критик, мовознавець.

## Біографія
У 1977 закінчив філологічний факультет Білоруського державного університету. Ще будучи студентом він працював робітником на Мінському заводі шестерень, а потім викладав у Березинському районі та Мінську. У 1978 році він влаштувався в Інститут мовознавства Національної академії наук Білорусі, де брав участь у розробці 2-томного «Російсько-білоруського словника» та «Білорусько-російського словника», розробив та опублікував великий «Словник епітетів білоруської літературної мови» (1988).
Від 1981 — директор Літературного музею Максима Богдановича. 1984—2000 років працював у державному видавництві «Юнацтва». Потім два роки очолював часопис «Вожик». Від 2003 року — у журналі «Неман», до травня 2008 року — заступник головного редактора, у 2008—2009 роках — головний редактор. Водночас був заступником директора Редакційно-видавничого дому «Літаратура і Мастацтва». З 2009 року — секретар правління Спілки письменників Білорусі, голова Мінської міської філії.

## Творчість
Перша книга Михайла Пазнякова була адресована дітям: «Дивні близнюки» (1987), яка складалася із загадок на білорусько-російські омоніми. Потім вийшли «Поруч з татом» (1988), «Три чарівники» (1991), «Чудова їзда на вантажівці» (1994), «Їжача шия», «Чудовий світ» (1996) та інші.
Вийшли книги віршів для дорослих: «Колір радості» (1988), «Час надії» (1991), «Крутить час свої жернова» (2004), «Люби і пам'ятай» (2006), «Святе правило…» (2008).
Перекладено білоруською книги «Допоможеш ти — тобі допоможуть» (афганські народні казки), «Золота черепашка» (китайські народні казки), «Дванадцять місяців» С. Маршака, «У зоопарку» М. Геллера, романи Сельми Лагерлеф «Кільце Ловеншольда», В. Скотта «Квентін Дорвард», М. Сервантеса «Дон Кіхот», деякі твори В. Біанкі, Євгена Пермяка, Латіфа Махмудова, Г. К. Андерсона, братів Грімм та інші.

## Зв'язки з Україною
В Україні у видавництві «Десна-Поліграф» (Чернігів), вийшла збірка поезій Михася Пазнякова «Тепло ромашкової завії», до якої увійшли вірші поета в перекладі знаних українських письменників і перекладачів: Сергія Дзюби, Олега Гончаренка та Ярослава Савчина. Це спільний проект поета Михася Пазнякова і Міжнародної літературно-мистецької Академії України.
За цю збірку Михась Пазняков отримав нагороду «Діамантовий Дюк» Міжнародного літературного конкурсу імені де Рішельє за 2018 рік (Німеччина-Україна).
В свою чергу Михась Пазняков переклав на білоруську мову книгу «Місто Зима» Сергія та Тетяни Дзюби. Переклад книги був виданий у Мінську.
Михась Пазняков був нагороджений Дипломом міжнародної літературної премії імені Миколи Гоголя «Тріумф» та Дипломом лауреата літературно-мистецької премії імені Пантелеймона Куліша «за визначну творчу діяльність і популяризацію української літератури в Білорусі».
2020 року «за визначну творчу діяльність та популяризацію української літератури в Білорусі» відзначений Міжнародною літературною премією імені Григорія Сковороди «Сад божественних пісень».

## Визнання
- Літературна премія імені Петруся Бровки в галузі дитячої літератури (1996)
- три республіканські літературні премії «Найкраща книга року»
- премія Федерації профспілок Білорусі
- Премія Міністра оборони Республіки Білорусь у галузі літератури
- Медаль Франциска Скорини (2011)[8]
- Національна літературна премія (Білорусь) в номінації «Найкращий твір дитячої літератури» (2016)[9]